# Marina BerBeryan
Marina BérBéryan est une styliste, une journaliste de mode, une modèle et une actrice américaine. Elle est fondatrice et éditrice du site internet LAFashionJudge.com .
Elle est directrice exécutive de la société CPAP Store,.

## Biographie
Marina est née à Erevan (alors en Union soviétique) d’une mère ukrainienne et d’un père arménien. Elle émigre aux États-Unis à Hollywood à l’âge de dix ans. En 1996, elle est élue Miss Junior Teen New York. Elle vit avec son mari et ses trois enfants à Hollywood.

## Filmographie
- 2015 : Beverly Hills Pawn
- 2013 : Tia & Tamera
- 2011 : RMs. Exoti-Lady World Pageant 2011